# Ster ZLM Toer 2012
Lo Ster ZLM Toer 2012, ventiseiesima edizione della corsa, si svolse dal 14 al 17 giugno su un percorso di 684 km ripartiti in 4 tappe, con partenza da Eindhoven e arrivo a Boxtel. Fu vinto dal britannico Mark Cavendish della squadra Sky Procycling davanti all'olandese Lars Boom e al belga Jürgen Roelandts.

## Tappe
| Tappa  | Data      | Percorso                   | km  | Vincitore di tappa | Leader cl. generale |
| ------ | --------- | -------------------------- | --- | ------------------ | ------------------- |
| 1ª     | 14 giugno | Eindhoven > Sittard-Geleen | 151 | Marcel Kittel      | Marcel Kittel       |
| 2ª     | 15 giugno | Nuth > Nuth                | 167 | André Greipel      | Mark Cavendish      |
| 3ª     | 16 giugno | Verviers > Jalhay          | 184 | Lars Boom          | Mark Cavendish      |
| 4ª     | 17 giugno | Schijndel > Boxtel         | 182 | Marcel Kittel      | Mark Cavendish      |
| Totale | Totale    | Totale                     | 684 |                    |                     |

## Dettagli delle tappe

### 1ª tappa
- 14 giugno: Eindhoven > Sittard-Geleen – 151 km

| Pos. | Corridore      | Squadra       | Tempo    |
| ---- | -------------- | ------------- | -------- |
| 1    | Marcel Kittel  | Argos-Shimano | 3h30'05" |
| 2    | Mark Renshaw   | Rabobank      | s.t.     |
| 3    | Mark Cavendish | Sky           | s.t.     |

| Pos. | Corridore      | Squadra              | Tempo    |
| ---- | -------------- | -------------------- | -------- |
| 1    | Marcel Kittel  | Argos-Shimano        | 3h29'55" |
| 2    | Mark Renshaw   | Rabobank             | a 4"     |
| 3    | Rens te Stroet | Cyclingteam Jo Piels | s.t.     |

### 2ª tappa
- 15 giugno: Nuth > Nuth – 167 km

| Pos. | Corridore      | Squadra  | Tempo    |
| ---- | -------------- | -------- | -------- |
| 1    | André Greipel  | Lotto    | 4h13'26" |
| 2    | Mark Cavendish | Sky      | s.t.     |
| 3    | Mark Renshaw   | Rabobank | s.t.     |

| Pos. | Corridore      | Squadra  | Tempo    |
| ---- | -------------- | -------- | -------- |
| 1    | Mark Cavendish | Sky      | 7h43'21" |
| 2    | Mark Renshaw   | Rabobank | s.t.     |
| 3    | André Greipel  | Lotto    | s.t.     |

### 3ª tappa
- 16 giugno: Verviers > Jalhay – 184 km

| Pos. | Corridore           | Squadra  | Tempo    |
| ---- | ------------------- | -------- | -------- |
| 1    | Lars Boom           | Rabobank | 4h52'46" |
| 2    | Mark Cavendish      | Sky      | s.t.     |
| 3    | Juan Antonio Flecha | Sky      | s.t.     |

| Pos. | Corridore           | Squadra  | Tempo     |
| ---- | ------------------- | -------- | --------- |
| 1    | Mark Cavendish      | Sky      | 12h36'01" |
| 2    | Lars Boom           | Rabobank | a 8"      |
| 3    | Juan Antonio Flecha | Sky      | a 14"     |

### 4ª tappa
- 17 giugno: Schijndel > Boxtel – 182 km

| Pos. | Corridore        | Squadra       | Tempo    |
| ---- | ---------------- | ------------- | -------- |
| 1    | Marcel Kittel    | Argos-Shimano | 3h35'54" |
| 2    | Mark Renshaw     | Rabobank      | s.t.     |
| 3    | Jürgen Roelandts | Lotto         | s.t.     |

| Pos. | Corridore        | Squadra  | Tempo     |
| ---- | ---------------- | -------- | --------- |
| 1    | Mark Cavendish   | Sky      | 16h11'55" |
| 2    | Lars Boom        | Rabobank | a 8"      |
| 3    | Jürgen Roelandts | Lotto    | a 14"     |

## Classifiche finali

### Classifica generale
| Pos. | Corridore           | Squadra                      | Tempo     |
| ---- | ------------------- | ---------------------------- | --------- |
| 1    | Mark Cavendish      | Sky Procycling               | 16h11'55" |
| 2    | Lars Boom           | Rabobank                     | a 8"      |
| 3    | Jürgen Roelandts    | Lotto-Belisol Team           | a 14"     |
| 4    | Juan Antonio Flecha | Sky Procycling               | s.t.      |
| 5    | Giacomo Nizzolo     | RadioShack-Nissan            | a 18"     |
| 6    | Nikolay Trusov      | Rusvelo                      | s.t.      |
| 7    | Koen de Kort        | Argos-Shimano                | s.t.      |
| 8    | Maxime Vantomme     | Katusha Team                 | s.t.      |
| 9    | Sven Vandousselaere | Topsport Vlaanderen-Mercator | s.t.      |
| 10   | Lars Bak            | Lotto-Belisol Team           | s.t.      |